# 22500 Grazianoventre
22500 Grazianoventre è un asteroide della fascia principale. Scoperto nel 1997, presenta un'orbita caratterizzata da un semiasse maggiore pari a 3,1715534 au e da un'eccentricità di 0,1688312, inclinata di 1,26298° rispetto all'eclittica.
L'asteroide è dedicato all'astrofilo italiano Graziano Ventre.